# Näsgölen (Hovmantorps socken, Småland)
Näsgölen är en sjö i Lessebo kommun i Småland och ingår i Ronnebyåns huvudavrinningsområde.